# Humza Yousaf

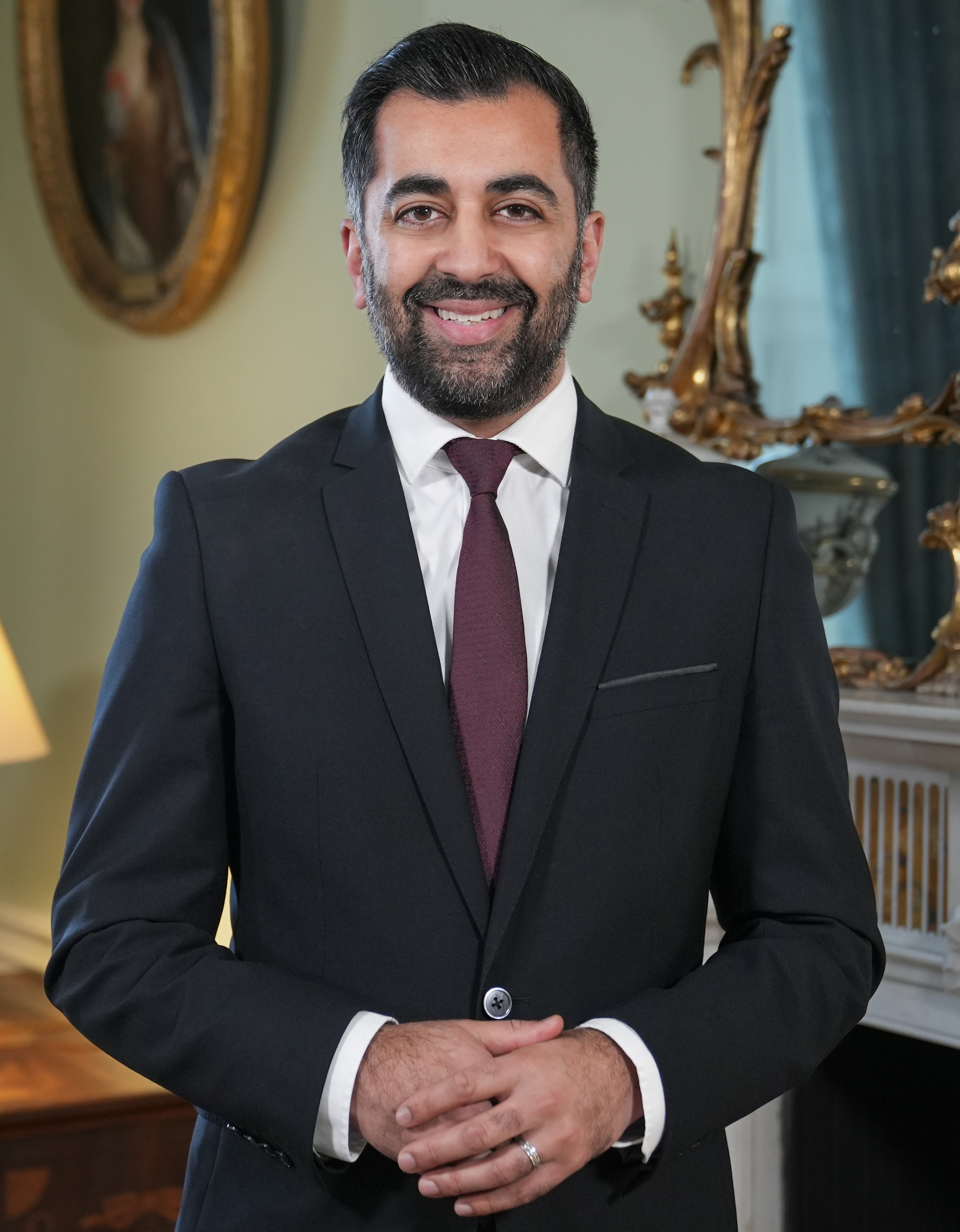
Humza Yousaf (2023)

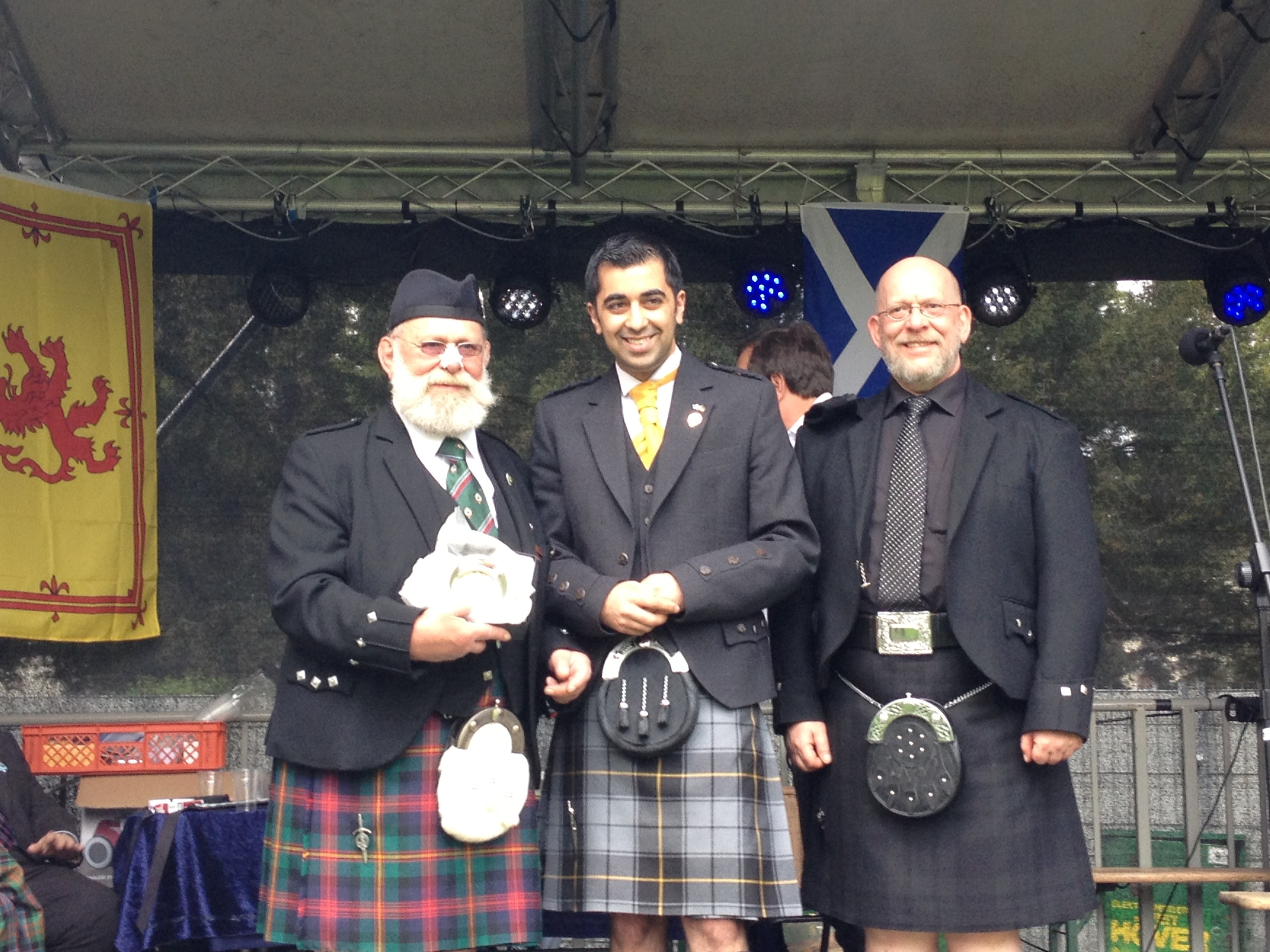
Humza Yousaf (Mitte) als Ehrengast beim Highland Gathering 2013 in Peine, Niedersachsen

Humza Yousaf [ˈhʌmzə ˈjuːsəf] (* 7. April 1985 in Glasgow) ist ein schottischer Politiker der Scottish National Party (SNP). Er war von März 2023 bis Mai 2024 Parteivorsitzender der SNP und First Minister Schottlands. Yousaf war der erste Muslim, der an der Spitze einer der großen Parteien des Vereinigten Königreichs stand.

## Leben
Als Sohn pakistanischer Einwanderer in Glasgow geboren, besuchte Yousaf die private Hutchesons Grammar School und anschließend die Universität Glasgow, die er mit einem Masterabschluss in Politik verließ. Vor seiner Wahl in das schottische Parlament arbeitete Yousaf in Glasgow in einem Callcenter. Er selbst gibt an, in dieser Zeit bei „verschiedenen gemeinnützigen und wohltätigen Organisationen und Einrichtungen“ und in der Gemeindearbeit tätig gewesen zu sein. Des Weiteren arbeitete er bis zu dessen Tod 2009 für den Parlamentsabgeordneten Bashir Ahmad.
Bei der schottischen Parlamentswahl 2011 war Yousaf Kandidat der SNP auf der Wahlliste der Wahlregion Glasgow. Infolge des Wahlergebnisses zog er neben Bob Doris als einer von zwei Listenkandidaten der SNP in der Wahlregion in das Parlament ein. Bei den Parlamentswahlen 2016 bewarb sich Yousaf um das Mandat des Wahlkreises Glasgow Pollok. Er setzte sich gegen die Labour-Kandidatin Johann Lamont durch, die den Wahlkreis seit Einführung des schottischen Parlaments 1999 vertreten hatte.
Im Kabinett Sturgeon I fungierte Yousaf als Junior-Minister für Europa und Internationale Entwicklung und im Kabinett Sturgeon II von 2016 bis 2018 als Junior-Minister für Verkehr und die Inseln. Seit 2018 war er schottischer Justizminister. Im Rahmen einer Kabinettsumbildung wechselte er 2021 auf den Posten des Gesundheitsministers.
Nach der überraschenden Rücktrittsankündigung Nicola Sturgeons vom Amt der Ersten Ministerin Schottlands und vom SNP-Vorsitz erklärte Yousaf am 18. Februar 2023 seine Kandidatur für beide Ämter. Am 27. März 2023 wurde er in einer Urwahl der SNP-Parteimitglieder zum Parteivorsitzenden gewählt. Er setzte sich dabei gegen seine beiden Mitbewerberinnen Kate Forbes und Ash Regan durch und erhielt 48,2 % der Stimmen erster Präferenz. Nach Eliminierung der drittplatzierten Kandidatin und den gesetzlich vorgeschriebenen Zuschlagen der auf sie entfallenden Stimmen der zweiten Präferenz erhielt er in der Stichentscheidung 52,1 % der Stimmen. Yousaf wurde dabei von der Mehrheit der schottischen SNP-Parlamentsabgeordneten und der SNP-Unterhausabgeordneten unterstützt. Er galt als Wunschkandidat der SNP-Parteispitze. Am 28. März 2023 wurde er im Parlament von Holyrood mit den Stimmen der SNP und der Scottish Greens (mit insgesamt 71 von 129 Stimmen) als Nachfolger von Nicola Sturgeon zum First Minister gewählt und führte das Kabinett Yousaf. Nach dem Ende der Koalition mit den Greens kündigte er am 29. April 2024 seinen Rücktritt an. Die Koalition war wegen eines Dissens in der Klimapolitik gescheitert. Im Gegensatz zu seinem Koalitionspartner war er nicht davon überzeugt, dass für Schottland eine Reduzierung der Treibhausgasemissionen bis 2030 um 75 Prozent möglich sei. Am 6. Mai 2024 wurde Yousaf im Amt des Parteivorsitzenden von John Swinney abgelöst; einen Tag später im Amt des First Ministers ebenfalls von Swinney.
Mitte Dezember 2024 gab Yousaf bekannt, bei den Wahlen zum schottischen Parlament im Jahr 2026 nicht mehr antreten zu wollen.
Yousaf ist mit der Psychotherapeutin und Lokalpolitikerin Nadia El-Nakla verheiratet.